# Achille Locatelli
Pour les articles homonymes, voir Locatelli.
Achille Locatelli (né le 15 mars 1856 à Seregno,dans l'actuelle province de Monza et de la Brianza, en Lombardie, alors dans le royaume de Lombardie-Vénétie et mort le 5 avril 1935 à Rome) est un cardinal italien du début du XXe siècle. 

## Biographie
Achille Locatelli exerce diverses fonctions au sein de la Curie romaine et est envoyé dans plusieurs nonciatures, notamment en Bavière et à Bruxelles. Il est internonce apostolique en Argentine (en), au Paraguay (en) et en Uruguay (en). 
Il est nommé archevêque titulaire de Thessalonique (de) en 1906 et est envoyé en 1916 comme nonce apostolique en Belgique (en) et internonce au Luxembourg (en) et aux Pays-Bas (en). En 1918 il est nommé nonce apostolique au Portugal (en).
Le pape Pie XI le crée cardinal lors du consistoire du 11 décembre 1922. Le cardinal Locatelli est camerlingue du Collège des cardinaux en 1929-1930 et en 1933-1935.
Il meurt à Rome le 5 avril 1935 à l'âge de 79 ans.